# Andrzej Kazimierz Potocki
Andrzej Kazimierz Potocki (10. června 1861 Krzeszowice – 12. dubna 1908 Lvov) byl rakouský šlechtic a politik polské národnosti z Haliče, na konci 19. století poslanec Říšské rady, počátkem 20. století maršálek Haličského zemského sněmu a následně místodržící Haliče. Zabit při atentátu.

## Biografie
Pocházel z vlivné šlechtické rodiny Potockých. Jeho otcem byl politik Adam Józef Potocki, matkou Katarzyna Potocka (1825–1907). V politice byl aktivní i jeho bratr Artur Władysław Potocki (1850–1890). Jeho prarodiči byli Zofia Branicka (1790–1879) a důstojník Artur Stanisław Potocki (1787–1832).
Vystudoval práva na Jagellonské univerzitě, kde roku 1884 získal titul doktora práv. V letech 1884–1891 působil v diplomatických službách. Jako jeden z nejbohatších haličských šlechticů hrál od roku 1890 významnou roli i v politickém životě. Zasedal v okresní radě v Chrzanówě a od roku 1893 i v obecní radě v Krakově. Od roku 1894 byl členem vedení krakovské vzájemné pojišťovny a od roku 1899 i dozorčí rady Haličské obchodní a průmyslové banky. V období let 1899–1901 zastával funkci prezidenta krakovské zemědělské společnosti.
V roce 1895 nastoupil jako poslanec Haličského zemského sněmu. Zastupoval zde kurii venkovských obcí, obvod Chrzanów.
Byl i poslancem Říšské rady (celostátního parlamentu Předlitavska), kam usedl v doplňovacích volbách roku 1895 za kurii velkostatkářskou v Haliči. Nastoupil 21. února 1895 místo Jana Stadnického. Ve volebním období 1891–1897 se uvádí jako hrabě Dr. Andreas Potocki, statkář, bytem Krakov.
Do Říšské rady byl roku 1895 nominován coby kandidát Polského klubu. Patřil do politického křídla tzv. Stańczycy. V parlamentu nepatřil mezi aktivní poslance.
V roce 1899 se stal doživotním členem Panské sněmovny (nevolená horní komora Říšské rady), od roku 1907 byl dědičným členem Panské sněmovny.
V roce 1901 usedl na post maršálka Haličského zemského sněmu, tedy předsedy sněmu a nejvyššího představitele zemské samosprávy. V roce 1903 se pak stal místodržícím Haliče, tedy nejvyšším představitelem státní správy. Mezi ukrajinskou populací Haliče podporoval starorusínské promoskevské křídlo, zatímco vystupoval proti ukrajinským nacionalistům. Svým vlivem přesvědčil haličskou šlechtu, aby souhlasila se zavedením všeobecného a rovného volebního práva. Odmítal socialisty.
V roce 1907 mu byl udělen Řád zlatého rouna. Roku 1908 se stal obětí atentátu, který na něj spáchali ukrajinští radikálové. Během audience jej pěti výstřely zabil ukrajinský student Myroslav Sičynskyj.